# Vol Iberia 401
Le vol Iberia 401 était un vol de routine reliant l'aéroport international de Madrid en Espagne à l'aéroport de Los Rodeos à Tenerife. Il y avait un épais brouillard à environ 21h17, heure locale. Alors que l'avion était en approche finale, le brouillard commença à s’installer et bloqua la vue de la piste. Il avait une vue sur le début de la piste, mais pas le reste de la piste et décida de faire un survol à environ 1 000 pieds (305 m). Alors qu’il remettait les gaz à pleine puissance, l'avion heurta un tracteur à environ 50 mètres (164 pieds) de l'axe de la piste. L'avion fut endommagé et ne parvint pas à reprendre de l'altitude, et s’écrasa dans la gorge de Los Rodeos à côté de la piste.
L'enquête à la suite de l’accident reprocha au pilote de ne pas s’être détourné vers l'aéroport de Las Palmas.